# Prvenstvo Hrvatske u dvoranskom hokeju 2013./14.
Prvenstvo Hrvatske u dvoranskom hokeju za sezonu 2013./14. je četvrti put zaredom osvojila Mladost iz Zagreba. 

## Sudionici
- Concordia - Zagreb
- Jedinstvo - Zagreb
- Marathon - Zagreb
- Mladost - Zagreb
- Mladost II - Zagreb
- Mladost III - Zagreb
- Mladost IV - Zagreb
- Trešnjevka - Zagreb
- Zrinjevac - Zagreb
- Zelina - Sveti Ivan Zelina

## Ljestvice i rezultati

### Prvi krug
| mj      | klub        | ut      | pob     | ner     | por     | gol+    | gol-    | bod     |                              |
| A grupa | A grupa     | A grupa | A grupa | A grupa | A grupa | A grupa | A grupa | A grupa | A grupa                      |
| ------- | ----------- | ------- | ------- | ------- | ------- | ------- | ------- | ------- | ---------------------------- |
| 1.      | Mladost     | 4       | 4       | 0       | 0       | 39      | 10      | 12      | C grupa (za 1. – 6. mjesto)  |
| 2.      | Marathon    | 4       | 2       | 1       | 1       | 22      | 14      | 7       | C grupa (za 1. – 6. mjesto)  |
| 3.      | Zrinjevac   | 4       | 2       | 1       | 1       | 22      | 15      | 7       | C grupa (za 1. – 6. mjesto)  |
| 4.      | Concordia   | 4       | 1       | 0       | 3       | 11      | 30      | 3       | D grupa (za 7. – 10. mjesto) |
| 5.      | Mladost III | 4       | 0       | 0       | 4       | 7       | 32      | 0       | D grupa (za 7. – 10. mjesto) |
|         |             |         |         |         |         |         |         |         |                              |
| B grupa |             |         |         |         |         |         |         |         |                              |
| 1.      | Trešnjevka  | 4       | 4       | 0       | 0       | 54      | 6       | 12      | C grupa (za 1. – 6. mjesto)  |
| 2.      | Mladost II  | 4       | 3       | 0       | 1       | 30      | 15      | 9       | C grupa (za 1. – 6. mjesto)  |
| 3.      | Jedinstvo   | 4       | 2       | 0       | 2       | 25      | 13      | 6       | C grupa (za 1. – 6. mjesto)  |
| 4.      | Zelina      | 4       | 1       | 0       | 3       | 25      | 13      | 3       | D grupa (za 7. – 10. mjesto) |
| 5.      | Mladost IV  | 4       | 0       | 0       | 4       | 3       | 90      | 0       | D grupa (za 7. – 10. mjesto) |

### Drugi krug
Prenose se međusobne utakmice iz prvog kruga.

#### C grupa
| mj | klub       | ukupan rezultat u grupi | ukupan rezultat u grupi | ukupan rezultat u grupi | ukupan rezultat u grupi | ukupan rezultat u grupi | ukupan rezultat u grupi | ukupan rezultat u grupi |    | bez prenesenih utakmica | bez prenesenih utakmica | bez prenesenih utakmica | bez prenesenih utakmica | bez prenesenih utakmica | bez prenesenih utakmica |  |
| mj | klub       | ut                      | pob                     | ner                     | por                     | gol+                    | gol-                    | bod                     | ut | pob                     | ner                     | por                     | gol+                    | gol-                    |                         |  |
| -- | ---------- | ----------------------- | ----------------------- | ----------------------- | ----------------------- | ----------------------- | ----------------------- | ----------------------- | -- | ----------------------- | ----------------------- | ----------------------- | ----------------------- | ----------------------- | ----------------------- |  |
| 1. | Mladost    | 5                       | 4                       | 1                       | 0                       | 31                      | 16                      | 13                      | 3  | 2                       | 1                       | 0                       | 20                      | 9                       | doigravanje             |  |
| 2. | Trešnjevka | 5                       | 3                       | 0                       | 2                       | 31                      | 18                      | 9                       | 2  | 1                       | 0                       | 2                       | 15                      | 14                      | doigravanje             |  |
| 3. | Mladost II | 5                       | 2                       | 2                       | 1                       | 23                      | 22                      | 8                       | 3  | 1                       | 2                       | 0                       | 15                      | 10                      | doigravanje             |  |
| 4. | Marathon   | 5                       | 2                       | 1                       | 2                       | 26                      | 30                      | 7                       | 3  | 2                       | 0                       | 1                       | 19                      | 20                      | doigravanje             |  |
| 5. | Zrinjevac  | 5                       | 1                       | 2                       | 2                       | 15                      | 21                      | 5                       | 3  | 1                       | 1                       | 1                       | 7                       | 12                      |                         |  |
| 6. | Jedinstvo  | 5                       | 0                       | 0                       | 5                       | 15                      | 34                      | 0                       | 3  | 0                       | 0                       | 3                       | 10                      | 21                      |                         |  |

#### D grupa
| mj       | klub        | ukupan rezultat u grupi | ukupan rezultat u grupi | ukupan rezultat u grupi | ukupan rezultat u grupi | ukupan rezultat u grupi | ukupan rezultat u grupi | ukupan rezultat u grupi |    | bez prenesenih utakmica | bez prenesenih utakmica | bez prenesenih utakmica | bez prenesenih utakmica | bez prenesenih utakmica | bez prenesenih utakmica |
| mj       | klub        | ut                      | pob                     | ner                     | por                     | gol+                    | gol-                    | bod                     | ut | pob                     | ner                     | por                     | gol+                    | gol-                    |                         |
| -------- | ----------- | ----------------------- | ----------------------- | ----------------------- | ----------------------- | ----------------------- | ----------------------- | ----------------------- | -- | ----------------------- | ----------------------- | ----------------------- | ----------------------- | ----------------------- | ----------------------- |
| 1. (7.)  | Zelina      | 3                       | 3                       | 0                       | 0                       | 36                      | 3                       | 9                       | 2  | 2                       | 0                       | 0                       | 13                      | 3                       |                         |
| 2. (8.)  | Concordia   | 3                       | 2                       | 0                       | 1                       | 10                      | 8                       | 6                       | 2  | 1                       | 0                       | 1                       | 7                       | 6                       |                         |
| 3. (9.)  | Mladost III | 3                       | 0                       | 1                       | 2                       | 6                       | 15                      | 1                       | 2  | 0                       | 1                       | 1                       | 4                       | 12                      |                         |
| 4. (10.) | Mladost IV  | 3                       | 0                       | 1                       | 2                       | 5                       | 31                      | 1                       | 2  | 0                       | 1                       | 1                       | 5                       | 8                       |                         |

### Doigravanje za prvaka
| klub1           | rezultati     | klub2         |
| poluzavršnica   | poluzavršnica | poluzavršnica |
| --------------- | ------------- | ------------- |
| Marathon        | 4:5, 4:6      | Mladost       |
| Mladost II      | 3:6, 2:3      | Marathon      |
|                 |               |               |
| za treće mjesto |               |               |
| Marathon        | 4:4 (2:0 7m)  | Mladost II    |
|                 |               |               |
| za prvaka       |               |               |
| Trešnjevka      | 3:7, 1:4      | Mladost       |